# Gouvernement local au New Jersey
 (mai 2023).
Si vous disposez d'ouvrages ou d'articles de référence ou si vous connaissez des sites web de qualité traitant du thème abordé ici, merci de compléter l'article en donnant les références utiles à sa vérifiabilité et en les liant à la section « Notes et références ».
 (mai 2023).
La mise en forme du texte ne suit pas les recommandations de Wikipédia : il faut le « wikifier ».
Les points d'amélioration suivants sont les cas les plus fréquents :
- Les titres sont pré-formatés par le logiciel. Ils ne sont ni en capitales, ni en gras.
- Le texte ne doit pas être écrit en capitales (les noms de famille non plus), ni en gras, ni en italique, ni en « petit »…
- Le gras n'est utilisé que pour surligner le titre de l'article dans l'introduction, une seule fois.
- L'italique est rarement utilisé : mots en langue étrangère, titres d'œuvres, noms de bateaux, etc.
- Les citations ne sont pas en italique mais en corps de texte normal. Elles sont entourées par des guillemets français : « et ».
- Les listes à puces sont à éviter, des paragraphes rédigés étant largement préférés. Les tableaux sont à réserver à la présentation de données structurées (résultats, etc.).
- Les appels de note de bas de page (petits chiffres en exposant, introduits par l'outil «  Source ») sont à placer entre la fin de phrase et le point final[comme ça].
- Les liens internes (vers d'autres articles de Wikipédia) sont à choisir avec parcimonie. Créez des liens vers des articles approfondissant le sujet. Les termes génériques sans rapport avec le sujet sont à éviter, ainsi que les répétitions de liens vers un même terme.
- Les liens externes sont à placer uniquement dans une section « Liens externes », à la fin de l'article. Ces liens sont à choisir avec parcimonie suivant les règles définies. Si un lien sert de source à l'article, son insertion dans le texte est à faire par les notes de bas de page.
- La présentation des références doit suivre les conventions bibliographiques. Il est recommandé d'utiliser les modèles {{Ouvrage}}, {{Chapitre}}, {{Article}}, {{Lien web}} et/ou {{Bibliographie}}. Le mode d'édition visuel peut mettre en forme automatiquement les références.
- Insérer une infobox (cadre d'informations à droite) n'est pas obligatoire pour parachever la mise en page.

Pour une aide détaillée, merci de consulter Aide:Wikification.
Si vous pensez que ces points ont été résolus, vous pouvez retirer ce bandeau et améliorer la mise en forme d'un autre article.
Le gouvernement local du New Jersey est composé de 21 comtés et de 565 municipalités. Chacune des 565 municipalités est dans un seul comté, et chacun des comtés a une ou plusieurs municipalités. Le New Jersey n'a pas de villes indépendantes ou de villes-comtés consolidées.

## Organisation des pouvoirs
Comme à l'échelon national, les pouvoirs législatifs, exécutifs et judiciaires sont séparés. En effet, c'est en 1947 que la constitution acte la séparation des pouvoirs au sein de l'Etat.

### Le pouvoir exécutif
Le pouvoir exécutif est détenu par le gouverneur du New Jersey qui a le droit de veto sur des propositions de loi. Les autres branches de l'exécutif sont partagées entre le lieutenant-gouverneur et les agences étatiques placées sous son autorité. Le gouverneur actuel est Phil Murphy.

### Le pouvoir législatif
Le corps législatif est bicaméral : la législature est divisée entre l'Assemblée générale, composée de 80 membres élus pour 2 ans, et le Sénat, composé de 40 membres. La législature du New Jersey détient le pouvoir législatif. Elle siège dans le capitole du New Jersey qui se situe à Trenton.

### Le pouvoir judiciaire
Dans le New Jersey, le pouvoir judiciaire est appelé New Jersey Courts. Il est composé des tribunaux suivants :
- la Cour suprême du New Jersey
- la Cour supérieure
- la Cour des impôts
- la Cour des comtés
- les Cours municipales.

## Vie politique
Les formes de municipalités dans le New Jersey sont beaucoup plus complexes que dans la plupart des autres États, ce qui peut conduire à des malentendus concernant la nature gouvernementale d'une zone et les lois locales applicables. Toutes les municipalités peuvent être classées comme l'un des cinq types de gouvernement local - arrondissement, ville, canton, ville et village - et l'une des douze formes de gouvernement, les cinq premières étant historiquement associées aux cinq types de gouvernement et les sept autres étant des formulaires « facultatifs » non standards fournis par la législature du New Jersey.
Le New Jersey n'a pas appliqué la peine de mort depuis 1963. En effet, la peine de mort a été rétablie en 1982, avant que les parlementaires de l'État décident de voter un moratoire en 2006, puis son abolition en 2007.
Le 21 octobre 2013, le New Jersey a célébré ses premiers mariages homosexuels. Il est  devenu le 14e État américain à légaliser ces unions. Cette décision a permis aux couples homosexuels mariés d'obtenir les mêmes avantages fédéraux (santé, fiscalité) que ceux dont bénéficient les couples hétérosexuels.